# Czarodziejskie święta Franklina
Czarodziejskie święta Franklina (ang. Franklin’s Magic Christmas, 2001) – kanadyjski film animowany, opowiadający o rezolutnym żółwiu imieniem Franklin i jego przygodach. Jest to filmowa kontynuacja serialu dla dzieci – Witaj, Franklin.

## Fabuła
W święta Bożego Narodzenia Franklin jedzie z rodzicami i młodszą siostrą do dziadków. W czasie podróży Franklin gubi swoją ulubioną maskotkę Sapcia. Na pocieszenie Babcia Żółw opowiada Franklinowi historyjkę o tym jak znalazła w lesie dzwoneczek, który mógł przywołać renifera, którego zgubiła. Następnego dnia babcia Franklina chciała zrobić dziadkowi niespodziankę, prosi Franklina o pomoc w odnowieniu sań, którymi dziadek lubił powozić. W tym samym czasie dziadek złamał nogę. Maluchy nawet nie przypuszczają, że wyprawa po lekarza zamieni się w niezwykłą, świąteczną przygodę.

## Wersja polska
Opracowanie: Telewizja Polska Agencja Filmowa
Reżyseria: Andrzej Bogusz
Dialogi i tłumaczenie: Katarzyna Precigs
Dźwięk: Jakub Milencki
Montaż: Zofia Dmoch
Teksty piosenek: Krzysztof Rześniowiecki
Opracowanie muzyczne: Eugeniusz Majchrzak
Kierownik produkcji: Monika Wojtysiak
Wystąpili:
- Agnieszka Kunikowska – 
  - Franklin,
  - Młoda Babcia Żółw,
  - Becia
- Irena Malarczyk – Babcia Żółw
- Marek Barbasiewicz – Dziadek Żółw
- Elżbieta Bednarek – 
  - Maleńka,
  - Pani Collie
- Joanna Orzeszkowska – Mama
- Rafał Żabiński – Tata
- Artur Kaczmarski – Miś
- Andrzej Bogusz – Tata Babci Żółw
- Tomasz Bednarek – pan Collie